# Sextus Vitulasius Nepos
Sextus Vitulasius Nepos war ein römischer Senator des 1. Jahrhunderts n. Chr.
Nepos war der Sohn eines Lucius (Vitulasius) aus der Tribus Quirina. Im Jahr 77 war er zusammen mit Quintus Articuleius Paetus Suffektkonsul. Eine Inschrift aus Peltuinum ehrt Nepos für die Finanzierung und Erweiterung der Wasserleitung Aqua Augusta mit neuen Quellen und Aquäduktbögen.